# Jerónimo Hernández

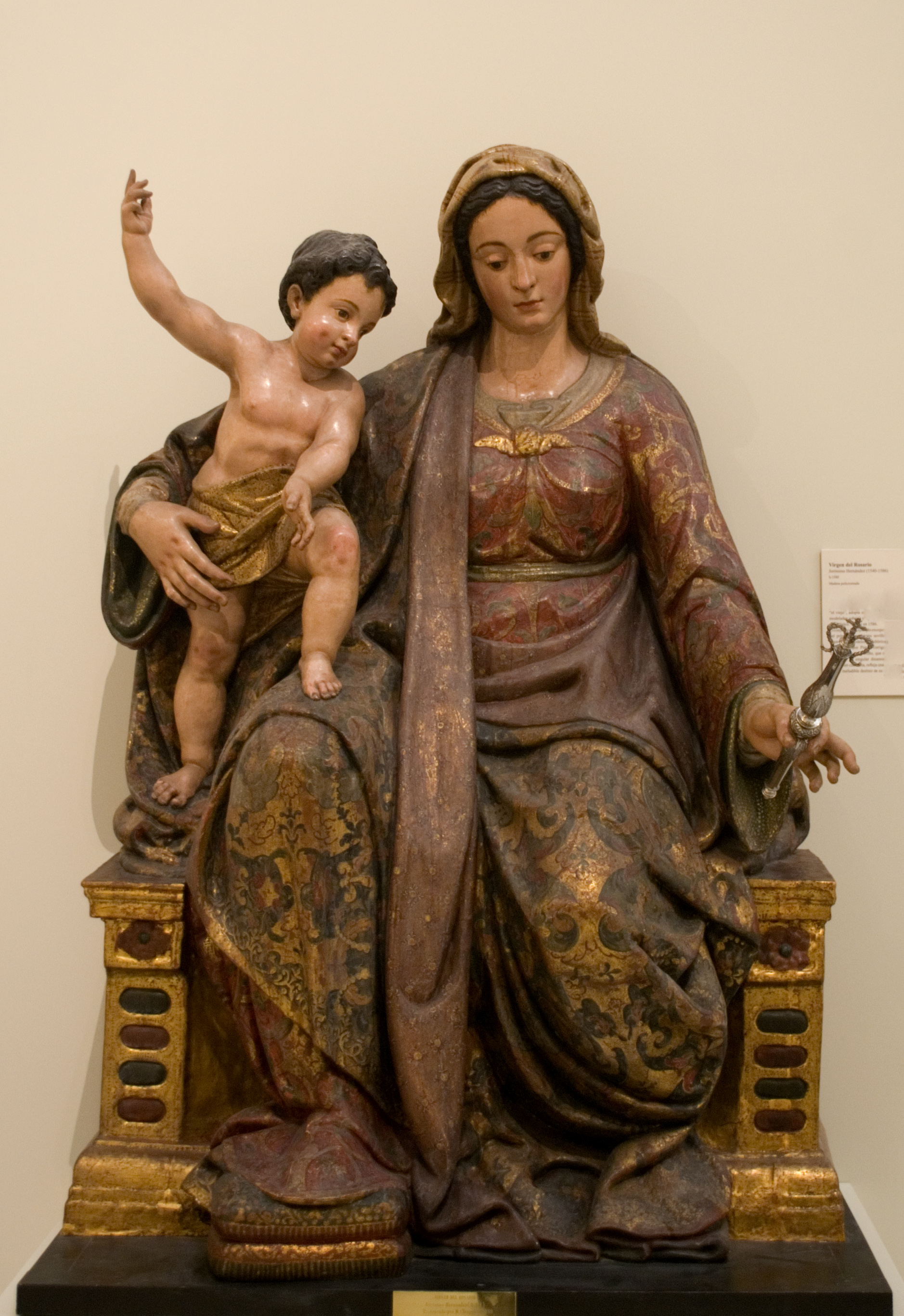
Virgen del Rosario. Capilla del Museo de Sevilla. Durante 2008 y 2009 estuvo expuesta en el Museo de Bellas Artes de Sevilla.

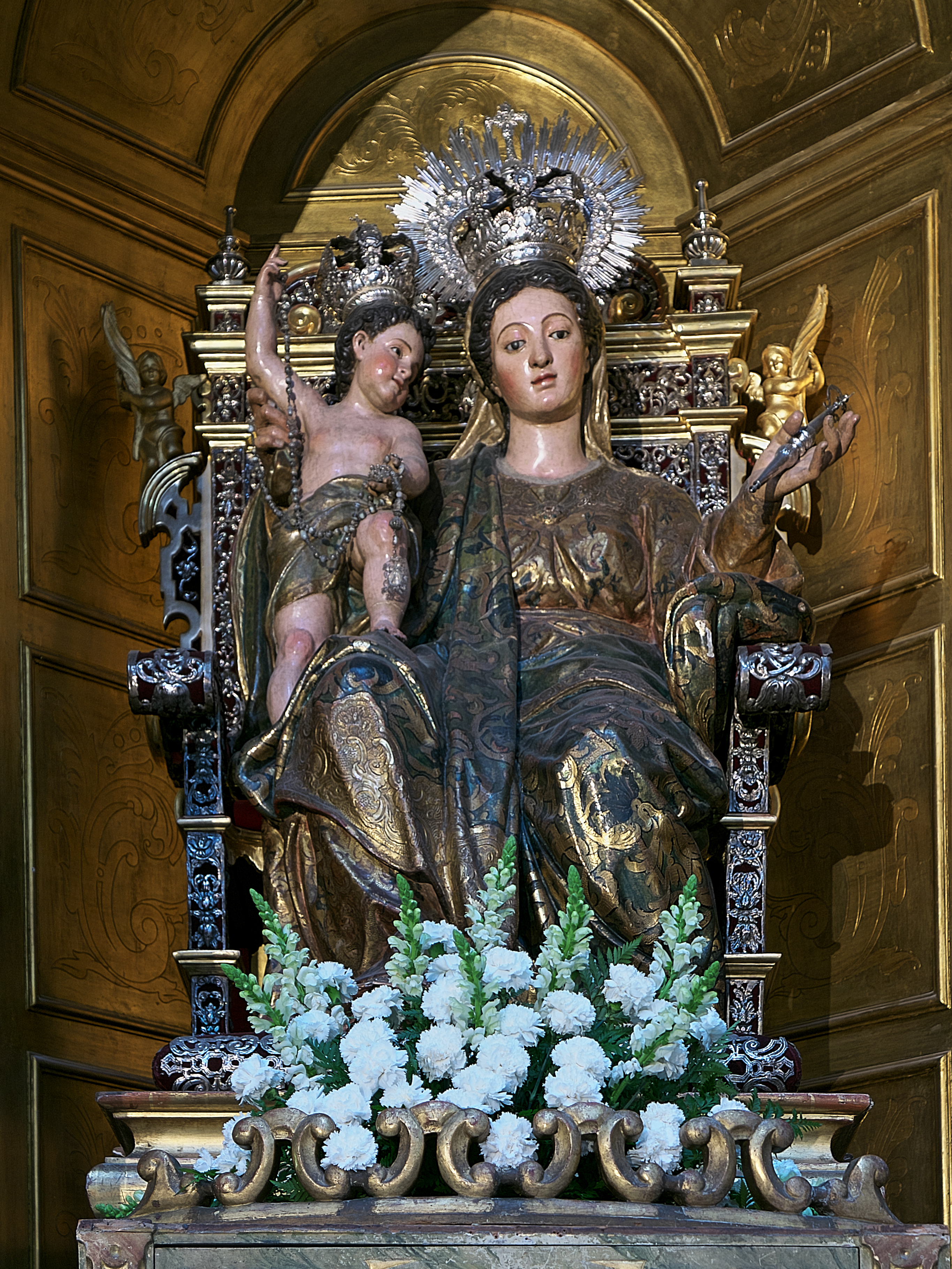
Nuestra Señora de la Paz, Iglesia de Santa Cruz. Sevilla.

Jerónimo Hernández (hacia 1540-Sevilla, 1586) fue un escultor español del siglo XVI. Su obra puede enmarcarse dentro del romanismo.

## Biografía
Nació hacia el año 1540. Durante 13 años se educó con sus padres, el carpintero Juan Hernández y Catalina Estrada. Sus padres habían establecido su residencia en la calle Albardería (hoy San Segundo), en la collación de San Pedro de Ávila. Tuvo un hermano mayor llamado Juan. En 1553 comenzó como discípulo de Juan Bautista Vázquez. Fallecidos los padres, Juan Bautista Vázquez se hizo tutor de ambos hermanos en 1557. En 1560, Jerónimo se trasladó con su maestro y tutor a Sevilla. Continuó siendo su discípulo hasta 1561.
En 1568 casó con Lucía Ordóñez, hija del arquitecto Hernán Ruiz II. De este matrimonio nacieron sus hijos Jerónima de Estrada, que contrajo matrimonio en 1590 con Francisco Arias de Orduña y Hernando Ordóñez, que entró como fraile en el convento de la Trinidad de Sevilla.
Durante la mayor parte de su vida vivió en la collación de San Juan de la Palma. No obstante, también residió en las collaciones de San Marcos, San Román, la Magdalena, San Isidro y San Martín y de forma más prolongada en San Andrés.
En 1579 fue nombrado maestro mayor de la ciudad.

## Aprendices y discípulos
Recibió como aprendiz en 1569 a Bartolomé de Molina  y en 1572 a Gaspar Adán. Desde 1575 figura en el taller también Diego de Robles, que entre 1584 y 1594 trabajó en Ecuador. A partir de 1578 recibió como aprendices a Juan Martín Nieto, Pedro Gómez, Crisóstomo Mena y Juan Manuel. También fueron sus discípulos los escultores Gaspar Núñez Delgado y Juan Bautista Vázquez el Mozo. Por las características de sus obras, también se han considerado discípulos suyos Andrés de Ocampo, Juan de Oviedo el Mozo, Juan Martínez Montañés y Diego López Bueno.

## Obra
Son obras documentadas o atribuidas a este escultor las siguientes:
- 1565-1566. Relieve de San Jerónimo penitente. Banco del retablo de la Visitación. Catedral de Sevilla. Atribuido desde 1635.
- 1570-1579. Retablo de San Mateo. Iglesia de San Mateo. Lucena.
- 1571-1572. Virgen del Rosario acompañada de Santo Domingo y Santa Catalina. Convento de Madre de Dios. Sevilla. La imagen de la Virgen preside el retablo mayor y las imágenes de los santos están en el coro bajo.
- 1571-1573. Crucificado, la Virgen y San Juan. Retablo mayor del convento de Madre de Dios. Sevilla.
- 1574. Virgen de Belén. Iglesia de San Bartolomé. Villalba del Alcor.
- 1574-1575. Virgen de la Granada. Coro bajo del convento de San Leandro. Sevilla.
- 1575. Virgen de la O. Iglesia de Nuestra Señora de la O. Ubrique.
- 1575-1576. Dolorosa. Convento de los Capuchinos. Sevilla. Atribuida a este escultor por Hernández Díaz.
- 1575-1576. Retablo de la Virgen. Fue realizado para la iglesia de San Salvador de Carmona. La extinción de este templo en 1936 produjo el traslado de la imagen de la Virgen a la iglesia de Nuestra Señora de la O de Ubrique y del tabernáculo al sagrario de la iglesia de Nuestra Señora de la Consolación de Cantillana.
- 1575-1580. Virgen de la Antigua. Iglesia de San Sebastián. Antequera. Atribuida a este escultor por Palomero Páramo.
- 1577-1578. Virgen del Prado o de la Pera. Iglesia de San Sebastián. Sevilla. Atribuida a este escultor por Serrera y Morales.
- 1577-1579. Sillería coral. Iglesia de San Juan Bautista. Marchena. Realizadas junto con Juan de Oviedo el Viejo. Al proyectar Balbas el actual coro en 1714 parte del molduraje primitivo debió usarse en los bancos de la iglesia, según se puede comprobar en alguno de ellos.
- 1577-1578. Virgen de la Paz. Iglesia de Santa Cruz. Sevilla. Atribuida a este escultor por Hernández Díaz.
- 1577-1578. Virgen con el Niño. Capilla de la Hermandad del Museo. Sevilla.
- 1578. Virgen del Rosario. Iglesia de Nuestra Señora de la Granada. Guillena.[10]
- 1578. Jesús recibiendo el cáliz del ángel. Capilla de la Hermandad de Monte-Sion. Sevilla.
- 1578-1580. Virgen del Rosario. Iglesia de San Miguel Arcángel. Castilleja del Campo. Atribuida a este escultor por Palomero Páramo.
- 1578-1580. Virgen de la Esperanza. Iglesia de San Francisco. Écija.
- 1578-1580. Virgen con el Niño. Iglesia de Nuestra Señora de los Dolores. Utrera.
- 1580-1582. Retablo de San Juan Evangelista. Convento de Madre de Dios. Sevilla.
- 1580-1585. Inmaculada. Iglesia de San Andrés. Sevilla.
- 1581-1582. Niño Jesús. Capilla de la Hermandad de la Quinta Angustia. Iglesia de la Magdalena. Sevilla. Atribución.
- 1582. Diseño de la portada y la fachada del convento de Regina Angelorum. Sevilla.
- 1582-1583. Relieve de la Trinidad. Capilla de San Onofre. Sevilla. Atribuido a este escultor por Palomero Páramo.
- 1582-1583. Resucitado. Capilla de la Hermandad de la Quinta Angustia. Iglesia de la Magdalena. Sevilla.
- 1582-1585. Retablo de San Leandro. Convento de San Leandro. Sevilla. Subsisten sus relieves en el actual retablo, de 1752. La imagen de San Leandro y el Crucificado realizados para este retablo subsisten en la clausura.
- 1582-1585. Retablo de Santo Domingo. Iglesia de Santo Domingo. Osuna.
- 1582-1585. Jesús de las Penas. Capilla de Nuestra Señora de la Estrella. Sevilla. Atribuida a este escultor por López Martínez.
- 1582-1585. Cristo yacente. Capilla de la Hermandad del Santo Entierro y María Santísima de la Soledad. Iglesia de Santa María de la Mota. Marchena. Atribuida a este escultor por Palomero Páramo.
- 1582-1585. Cristo de las Siete Palabras. Capilla de la Hermandad de las Siete Palabras de la Iglesia de San Vicente. Sevilla. Atribuida a este escultor por Hernández Díaz.
- 1583-1585. Cristo atado a la columna. Capilla de la Hermandad del Museo. Sevilla. Atribuido a este escultor por Palomero Páramo.

También se le ha atribuido el Niño Jesús Dormido que se encuentra en la ermita de Nuestra Señora del Valle de Manzanilla.
La imagen de la Virgen del Socorro, patrona de Rociana del Condado, también es atribuida a Jerónimo Hernández.